# Аянян, Эдуард Меликович (публицист)
Эдуард Меликович Аянян (род. 5 июня 1971, Ереван, Армянская ССР) — сценарист, публицист, создатель множества телевизионных, сценических, кино-, радио-, музыкальных проектов. Тренер по авторскому слову.

## Биография
Родился 5 июня 1971 года в Ереване. С 1987 по 1992 учился в Ереванском политехническом институте на факультете технической кибернетики по специальности «Микроэлектронные и полупроводниковые приборы».

## Карьера
Творческую и общественную деятельность (1996—1998) начал в компании ШАРМ Холдинг в качестве сценариста телевизионных программ, рекламных роликов, фильмов. Занимался разработкой культурных и социальных проектов.
С 2000 по 2006 — директор компании «Креатив», которая занималась разработкой и реализацией телевизионных, сценических, кино, радио и музыкальных проектов (телепрограммы, радиопостановки, пьесы, художественные и документальные фильмы и пр.).
С 2005 по 2008 — заместитель главного редактора журнала «Ереван».
С 2011 по 2013 — главный редактор журнала «Ереван» и директор издательского дома «Ереван».
С 2009 по 2010 — главный редактор журнала RBA.
С 2012 по 2015 — исполнительный директор компании «Ереван Продакшнс».
С 2018 по 2019 — продюсер на Общественном радио Армении.

## Творческая деятельность
Автор сценария сценических постановок для актера Самвела Багдасаряна (1998 - 2003).
Автор русских текстов песен музыкального проекта "Ереван-Москва Транзит" (2005 - 2007).
Автор сценария популярных в Армении художественных фильмов "Наш двор" (1996) (рейтинг в IMDB - 7.7), "Наш двор 2" (1997) и "Наш двор 3" (2005). О фильме "Наш двор" один из главных героев, актер Грант Тохатян, известный в России по сериалу "Последний из Магикян" пишет: "«Наш двор» — это фильм о жизни в наших дворах, снятый на старую видеокамеру. В Армении нет человека, который бы его не смотрел. Наши дети должны знать, что они потеряли".
Автор пьесы "Земляк" (2008), по мотивам которой снят одноименный художественный фильм.
Автор сценария художественного фильма "Мечты и дороги" (2017).
Автор сценария и режиссер документальных фильмов "Рубцующиеся раны" (2017) и "Лицом к лицу" (2019).
Автор либретто музыкальной сценической драмы "Амен" (2017).

## Публицистика
Автор статей, очерков, эссе.
- Темные годы
- С металлом в голосе
- The best of лаваш
- Дела небесные
- Dream Team
- Столбы мироздания
- Победитель времени (посвящается Артавазду Пелешяну)
- Зодчий двенадцатой столицы
- Человек за кадром
- Великий секрет айрудзи
- Высший эпатаж
- Сако
- Joe The Turk
- Совершенно секретно
- Волшебное молчание клоуна
- Четырежды казненный
- Стамбульские хроники
- Божественное интервью

## Преподавательская деятельность
С 2010 года — преподаватель и тренер по авторскому слову.
Разработал учебный курс по авторскому слову для студентов факультета журналистики Российско-Армянского (Славянского) университета Армении, а также для слушателей Школы народной дипломатии Paradiplomacy.
С 2015 года — преподаватель в программах Московской школы управления Сколково
- «Практикум для директоров»[10]
- «Программа для преемников»

## Семья
Имеет трех дочерей. Дед — советский офицер, участник Великой Отечественной войны, Герой Советского Союза Эдуард Меликович Аянян.